# Triacontasqueno

Primeira e segunda cataratas

Triacontasqueno (em latim: Triacontaschoenus; em grego clássico: Τριακοντάσχοινος; romaniz.: Triakontáschoinos; Lit. "terra de trinta esquenos") foi um termo geográfico e administrativo usado por gregos e romanos para chamar parte da Baixa Núbia entre a primeira e segunda cataratas do Nilo. Nas épocas ptolomaica (332–30 a.C.) e romana (30 a.C.–395 d.C.), toda ou parte do norte dessa área, que se estendia da primeira catarata ao sul de Hierasicamino e que era designada Dodecasqueno (em latim: Dodecaschoenus; em grego clássico: Δωδεκάσχοινος; romaniz.: Dodekáschoinos; lit. "terra dos doze esquenos"), foi comumente anexada ou controlada pelo Egito. Triacontasqueno e Dodecasqueno foram usados pela primeira vez pelos ptolomaicos e denominaram as zonas tampão entre o Egito e o Reino de Cuxe (Meroé).

## História
Em 275 ou 274 a.C., Ptolomeu II (r. 283–246 a.C.) enviou um exército à Núbia e derrotou o Reino de Cuxe. A expedição conseguiu vários objetivos: por um lado, reduziu o poder cuxita, que estava rapidamente se expandindo no século passado, e ajudou a assegurar o poder ptolomaico sobre os nativos egípcios do Alto Egito, o que poderiam ter tentado obter a ajuda cuxita em suas revoltas. Além disso, a expedição assegurou o controle dos ptolomeus sobre a rota de abastecimento dos elefantes africanos, que desempenhavam um papel crucial como elefantes de guerra em seus conflitos com o rival Império Selêucida, que monopolizou o acesso aos maiores elefantes indianos. Como resultado dessa campanha, a área entre a primeira e segunda cataratas do Nilo, que também incluía as valiosas minas de ouro do Deserto Oriental, foi anexada ao Egito e depois foi chamada de Triacontasqueno.
Já sob Ptolomeu II, a porção norte da província, entre a primeira catarata e Hierasicamino, foi designada como Dodecasqueno, e todos os seus rendimentos foram dedicados ao templo da deusa Ísis em Filas. Esse presente foi confirmado novamente por Ptolomeu IV (r. 221–205 a.C.) e Ptolomeu VI (r. 180–145 a.C.). Ptolomeu IV também construiu de templos para Tote e em Psélquis (Daca) e a deidade local Mandúlis em Talmis (Calabexa), bem como o aumento, ou reconstrução, de um templo dedicado a Arensenúfis em Filas. Esses edifícios não foram só afirmações do poder real, mas em seu esforço de assimilar as deidades núbias locais no panteão egípcio, também serviu para consolidar o governo ptolomaico. Como parte dessa política, os ptolomeus também conferiram privilégios especiais e isenções aos egípcios em Filas e Elefantina.
O controle ptolemaico sobre a Baixa Núbia colapsou ca. 205 a.C., como resultado da revolta de Hugronafor, que causou a secessão do Alto Egito. A Baixa Núbia foi aparentemente recuperada pelos cuxitas, a quem Hugronafor pediu ajuda. Apesar da ajuda cuxita, em agosto de 186 a.C., o exército ptolemaico derrotou as forças de Caonofris, sucessor de Hugronafor, e seus aliados cuxitas, e o governou ptolemaico foi restabelecido sobre o Alto Egito e Baixa Núbia. Como os ptolomeus, durante esse período, os reis cuxitas Arcamani e Adicalamani concluíram os projetos de construção iniciados por Ptolomeu IV, e celebrou sua restauração do governo cuxita por inscrição, a fundação do Templo de Debode, e e adoção de elaborados titulaturas. O mesmo período viu a crescente egipcianização do panteão núbio sob influência dos sacerdotes de Filas, e a adoção de motivos artísticos gregos, aumentando figuras nuas, e o sistema métrico greco-egípcio junto com o tradicional.
Ptolomeu V (r. 205–180 a.C.) pessoalmente viajou a Filas em 185 a.C., com a rainha Cleópatra I e o infante Ptolomeu VI. Ambos os governantes prestaram atenção e patronizaram os cultos locais como meio de evitar uma nova rebelião. Em 157 a.C., Ptolomeu VI renovou a doação dos rendimentos de toda Dodecasqueno ao templo de Ísis. Administrativamente, a Baixa Núbia ptolemaica era parte da província do estratego da Tebaida, cujo representante local mais importante era o frurarco (comandante de guarnição) em Siene até 143 a.C. (ou talvez 135 a.C.), quando tornou-se parte da província civil (nomo) de Elefantina e Filas. O primeiro governador civil foi o antigo frurarco Herodes, filho de Demofão, cuja carreira também exemplifica os íntimos laços da administração local com os templos, que duraram até o período romano: junto com seus ofícios públicos, esse oficial grego foi também sacerdote de Amom, e mantenedor das vestimentas sagradas de Elefantina, Bigé e Filas. Com base numa estela do templo de Mandúlis em Filas, parece que a população nativa, não-egípcia ("etíopes", ou seja, núbios), estava sob autoridade de um governador nativo, e foi obrigada a fornecer ao templo (e por extensão provavelmente todos os templos na região) com provisões.
A falta de inscrições ptolomaicas ou outra evidência do controle ptolomaico levou aos estudiosos modernos a concluir que no templo de Ptolomeu IX (r. 116–109 e 88–81 a.C.), se não em torno de meados do século II a.C., boa parte de Triacontasqueno, ao sul de Debode, foi perdida. Sob o governo romano, o imperador Augusto (r. 27 a.C.–14 d.C.) reorganizou Dodecasqueno, mas manteve a doação ptolomaica de seus rendimentos ao templo de Ísis em Filas. Em 23 a.C., se sentindo ameaçada, a rainha de Cuxe enviou grandes forças para Seine (Assuã), e teve como resposta uma contraofensiva liderada pelo prefeito do Egito Caio Petrônio, que temporariamente retornou a região aos romanos, que guarneceram Filas, Quertassi, Daca e Forte Ibrim e negociaram um tratado de paz na ilha de Samos. A fronteira efetiva do Egito romano era Seine, mas em 67 Nero (r. 54–68) enviou uma expedição à Núbia, talvez interessado num futuro raide lá. Quando suas minas de ouro declinaram, os romanos abandonara Dodecasqueno em 298 sob Diocleciano (r. 284–305 a.C.).
Não sendo central para o governo do Egito, a região era comumente um comilha, ou zona tampão livre, em vez de um lugar de conflito romano-cuxita. Na melhor das hipóteses, os romanos usavam essa região como um controle militar e político periódico contra os núbios, assim como os antigos egípcios haviam feito muito antes. Um dos principais interesses ali era garantir as pedreiras de construção e pedra escultórica núbia e, acima de tudo, controlar o acesso às minas de ouro de Uádi Alaqui em frente a Daca. Nos tempos romanos, foram feitos acordos com soldados medjai e oficiais romanos nos Desertos Oriental e Ocidental para tentar controlar o acesso núbio ao Egito por rotas terrestres também. Tal foi o caso de Trajano (r. 98–117) e Adriano (r. 117–138) em Filas e o templo-forte do deserto em Duxe na estrada de quarenta dias (Darbal Arbaim) entrando no sul do oásis de Carga. Com a saída romana no século III, a região caiu sob controle dos blêmios.
A proibição da adoração núbia de Ísis em Filas, em 453, aprofundou o rompimento entre o Egito e Meroé, promovendo a ocupação da região pelo Grupo-X. Eles permaneceram lá até serem expulsos pela ascensão do cristianismo, como evidenciado na inscrição do rei Silco de Nobácia de aproximadamente 536. A perda do comércio do rio e do mar Vermelho entre o Egito e Meroé provavelmente foi um dos fatores para o declínio da última. Os termos Triacontasqueno e Dodecasqueno, por sua vez, já haviam caído em desuso desde o século V.